# Bregi Kostelski
Bregi Kostelski es una localidad de Croacia en el municipio de Pregrada, condado de Krapina-Zagorje.

## Geografía
Se encuentra a una altitud de 403 m s. n. m. a 66 km de la capital nacional, Zagreb.

## Demografía
En el censo 2011, el total de población de la localidad fue de 272 habitantes.